# Chenin blanc

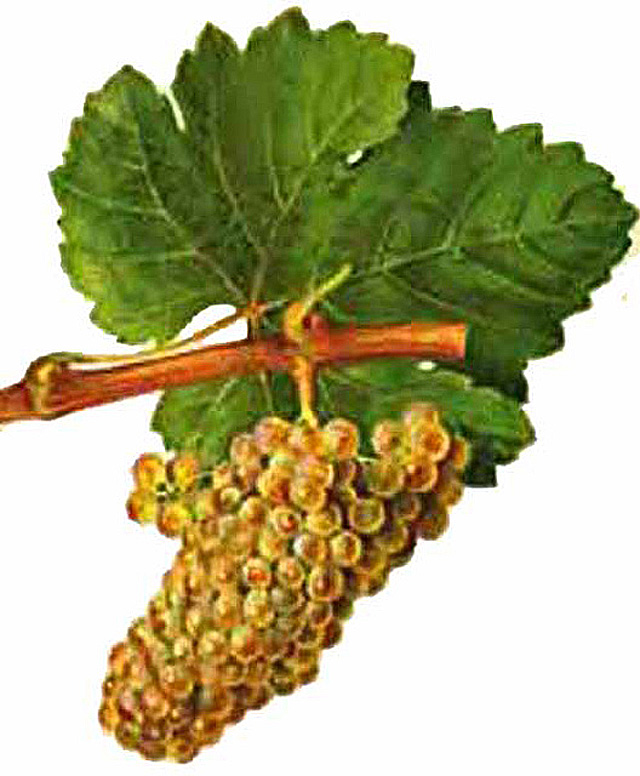
Chenin blanc, ilustrace z knihy Ampélographie, Viala et Vermorel

Chenin blanc je středně pozdní až pozdní moštová odrůda révy vinné (Vitis vinifera), používaná k výrobě bílých vín, dle nejnovějších genetických výzkumů snad spontánní kříženec odrůd Sauvignon a Tramín červený. Pochází patrně z Francie, z údolí řeky Loiry, první doklady o jejím pěstování v této oblasti, konkrétně v Anjou, pocházejí již z roku 845.

## Popis

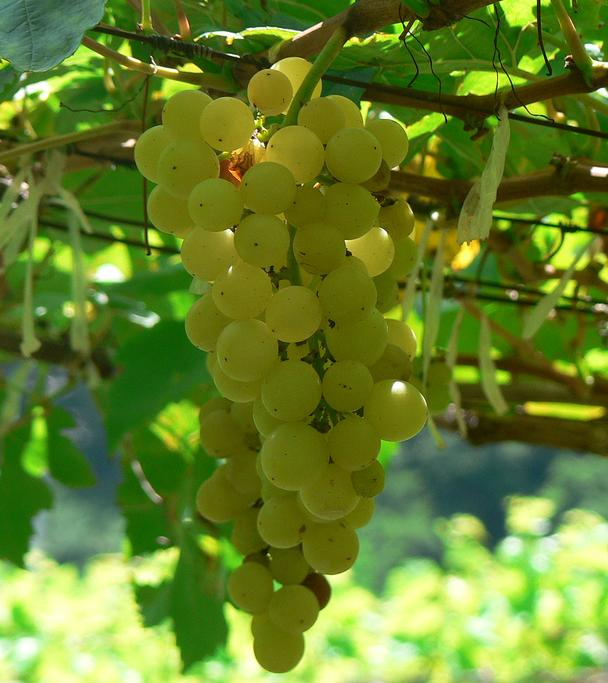
Hrozen odrůdy Chenin blanc

Réva vinná (Vitis vinifera) odrůda Chenin blanc je jednodomá dřevitá pnoucí liána dorůstající v kultuře až několika metrů. Kmen tloušťky až několik centimetrů je pokryt světlou borkou, která se loupe v pruzích. Úponky révy jsou středně dlouhé, umožňují této rostlině pnout se po pevných předmětech. Růst je středně bujný až bujný s polovzpřímenými letorosty. Vrcholky letorostů jsou otevřené, světle zelené s karmínovým nádechem, pouze slabě pigmentované antokyaniny, velmi silně bíle vlnatě ochmýřené. Internodia a nodia jsou na osluněné straně zelená s červenými pruhy, na zastíněné straně zelená, takřka bez ochmýření, pupeny jsou slabě pigmentované antokyaniny. Mladé lístky jsou žlutozelené, bronzově skvrnité, takřka bez antokyaninové pigmentace, středně silně bíle vlnatě ochmýřené. Jednoleté réví je žlutohnědé až tmavohnědé, rýhované, eliptického průřezu.
Dospělé listy jsou středně velké, tmavozelené, okrouhlé, tří- až pětilaločnaté se středně hlubokými, lyrovitými výkroji, které mají oblé dno, okraj listu je tupě, úzce zoubkovaný, povrch listu je slabě puchýřnatý, rub listu je mírně plstnatý, řapíkový výkroj je lyrovitý se zaostřeným dnem až lancetovitý s ostrým dnem, otevřený, řapík je kratší, než medián listu, žilnatina listů je v oblasti řapíku načervenalá (u většiny klonů).
Oboupohlavní pětičetné květy v hroznovitých květenstvích jsou žlutozelené, samosprašné. Plodem jsou malé až středně velké (16 x 14 mm, 1,8 g), okrouhlé až mírně protáhle eliptické bobule jednotné velikosti a barvy, žlutozelené až zlatožluté, na osluněné straně až hnědočervenavě zbarvené, s tenkou, průměrně ojíněnou slupkou, v době zralosti náchylnou k praskání, se šťavnatou, nezbarvenou dužinou jemné, odrůdové chuti. Stopečky bobulí jsou středně dlouhé, obtížně oddělitelné. Hrozen je středně velký, kuželovitý, kompaktní, s jedním či dvěma postranními hrozénky, s krátkou, slabě lignifikovanou stopkou.

## Původ
Chenin blanc je světově proslulá, velmi ceněná moštová odrůda vinné révy (Vitis vinifera). První doklady o jejím pěstování pocházejí již z 9. století, z Francie, z Anjou jižně od řeky Loiry, odkud je zmíněna roku 845 v záznamech opatství Glanfeuil. Odtud se rozšířila nejprve do celého údolí řeky Loiry, v 15. století do oblasti Touraine a později do údolí řeky Rhône.
Původ odrůdy byl dlouho nejasný. Roku 1999 byla v Rakousku a následně ve Francii provedena analýza DNA, která napověděla, že Chenin blanc je úzce příbuzný odrůdě Sauvignon, tehdy byl považován za jednoho z rodičů této odrůdy. Roku 2010 byla zveřejněna rozsáhlá ampelografická studie, která naopak uvádí možnost, že Chenin blanc je kříženec odrůd Sauvignon a Tramín červený.

## Rozšíření
Ve Francii byla odrůda roku 2011 vysazena na 9 .839 hektarech vinic, registrováno je zde 8 klonů. Především na dolní Loiře se z ni vyrábí mnoho druhů šumivých vín, například AOC Anjou, Crémant de Loire, Montlouis sur Loire, Saumur, Touraine, Vouvray, dále tichých vín s vysokým obsahem zbytkového cukru, například v AOC Anjou, Bonnezeaux, Chinon, Coteaux d'Ancenis, Coteaux de l'Aubance, Coteaux de Saumur, Coteaux du Layon, Coteaux du Loir, Coteaux du Vendômois, Jasnières, Quarts de Chaume, Savennières, ale také pozoruhodná suchá vína.
Roku 1999 byla odrůda celkově vysazena na cca 54 .000 hektarech vinic. Mimo Francii ji najdeme v Jihoafrické republice (roku 2007 na 19 161 ha, pěstuje se zde již od 17. století, rozšířená je zejména v oblastech Stellenbosch, Paarl a Worcester), v Kalifornii (v USA byla roku 1992 vysazena na 11 .840 ha), v Austrálii (roku 2007 na 684 ha, pěstuje se zde od roku 1832), v Argentině (roku 2005 na 3030 ha), dále v Chile, Španělsku (Aragón, D.O. Somontano, Extremadura, D.O. Tierra de Barros, Katalánie, D.O. Penedés, roku 2001 na 102 ha) a v mnoha dalších státech celého světa.
Odrůda není zapsána do Státní odrůdové knihy České republiky a není ani odrůdou, povolenou k výrobě zemských vín, ale vzácněji ji i u nás najdeme ve vinicích a odrůdová vína se objevují na některých místních koštech.

## Název
Název odrůdy pochází patrně z místního názvu „Mont Chenin“, což bylo původně malé panské sídlo na břehu řeky Echaudon, jižně od Touraine, kam se odrůda dostala v 15. století a kde ji pěstoval lord Chenonceaux a jeho švagr, opat z Cormery.
Další, lokálně používaná synonyma odrůdy jsou : Шенен Блан, Шенин Блан, Шенен белый, Гро шенен, Пино де ля Луара (vše Rusko), Anjou, Blamancep, Blanc d'Anjou, B. d'Aunis, B. Emery, Bon Blanc, Canton, Capbreton Blanc, Chenen Belyi, Confort, Coue Fort, Cruchinet (Sud-Ouest), Cugnette, Fehér Chenin, Franc Blanc, Franche, Gamay Blanc (mylně), Gamet Blanc (Entraygues), Gout Fort, Gros Chenin, G. Pineau de Vouvray, Gustolidi (USA), Luarskoe, Mancais Blanc, Pera, Pineau Blanc, P. d'Anjou, P. de Briollay, P. de la Loire, P. de Savennieres, P. de Vouvray, P. Gros, P. Gros de Vouvray, P. Nantais, P. Vert, Pinet d'Anjou, Pinot Blanco (mylně, Jižní Amerika), P. d'Anjou, P. de la Loire, Plant d'Anjou (Touraine, 15. století), Plant de Breze, P. de Clair de Lune, P. de Maille, P. de Salces, P. de Salles, P. du Clair de Lune, P. Volle, Pointu de Savennieres, Quefort, Rajoulain, Rajoulin, Ronchalin, Rouchalin, Rougelin, Rousselin, Rouxalin, Rouzoulenc, Shanin (Bulharsko), Steen (JAR), Stein (JAR), Tete de Crabe, Tite de Crabe, Ugne Lombarde, Valblar Stein, Verdurant, White Pinot.

## Příbuzné odrůdy
V Jihoafrické republice se vzácně pěstuje odrůda Chenin Rose (Steen Rose), v katalogu VIVC je zmíněna dále ještě odrůda s názvem Chenin Rouge. Obě jsou pravděpodobně mutacemi odrůdy Chenin Blanc.
Spontánním křížením odrůd Chenin Blanc a Gouais blanc vznikly ve Francii odrůdy Balzac Blanc, Meslier-Saint-François a Colombard .

## Pěstování
Pro své rané rašení je odrůda citlivá na pozdní jarní mrazy, navíc sekundární pupeny bývají obvykle neplodné, dobré vyzrávání réví ale zajišťuje vyšší odolnost vůči zimním mrazům. Patří mezi odrůdy, poměrně náročné na pěstování a dávající kolísavé výnosy, v závislosti na podmínkách, průměrně ale okolo 6-7 t/ha. Přesto je třeba někdy redukovat sklizeň. Pokud by se výnosy v příznivějších letech či podmínkách neomezovaly, byla by vína nepříjemně kyselá a prázdná. Pro pěstování vyhovují méně bujně rostoucí podnože.

### Fenologie
Vegetační období odrůdy trvá 150-155 dní při sumě aktivních teplot (SAT) 3100-3200 °C (v klimatických v podmínkách Oděsy). Raší raně, jeden den před Chasselas a dozrává středně pozdně až pozdně, 17-24 dnů po Chasselas.

### Choroby a škůdci
Odrůda je náchylná na napadení plísní šedou (Botrytis cinerea), průměrně dobře odolává padlí révovému (Uncinula necator), spíše podprůměrně potom plísni révové (Plasmopara viticola).

### Poloha a půdy
Co se týče vlivu podloží na kvalitu vína, vína z hroznů, pocházejících z těžkých, jílovitých půd jsou tělnatá, těžká, dlouho vyzrávají na láhvi, pokud se keře nacházejí v blízkosti vodního toku, mají tendenci být napadány plísní šedou (Botrytis cinerea), v těchto podmínkách se také často vyrábějí botrytické výběry. Naopak, z písčitých půd známe vína lehčí, určená spíše k pití jako mladá. Křemičité půdy dávají vína minerálních tónů, zatímco vápník propůjčuje vínům ostřejší kyselinku. Na půdách břidličnatých má zase odrůda tendenci dozrávat rychleji, než třeba na půdách jílovitých.

## Víno

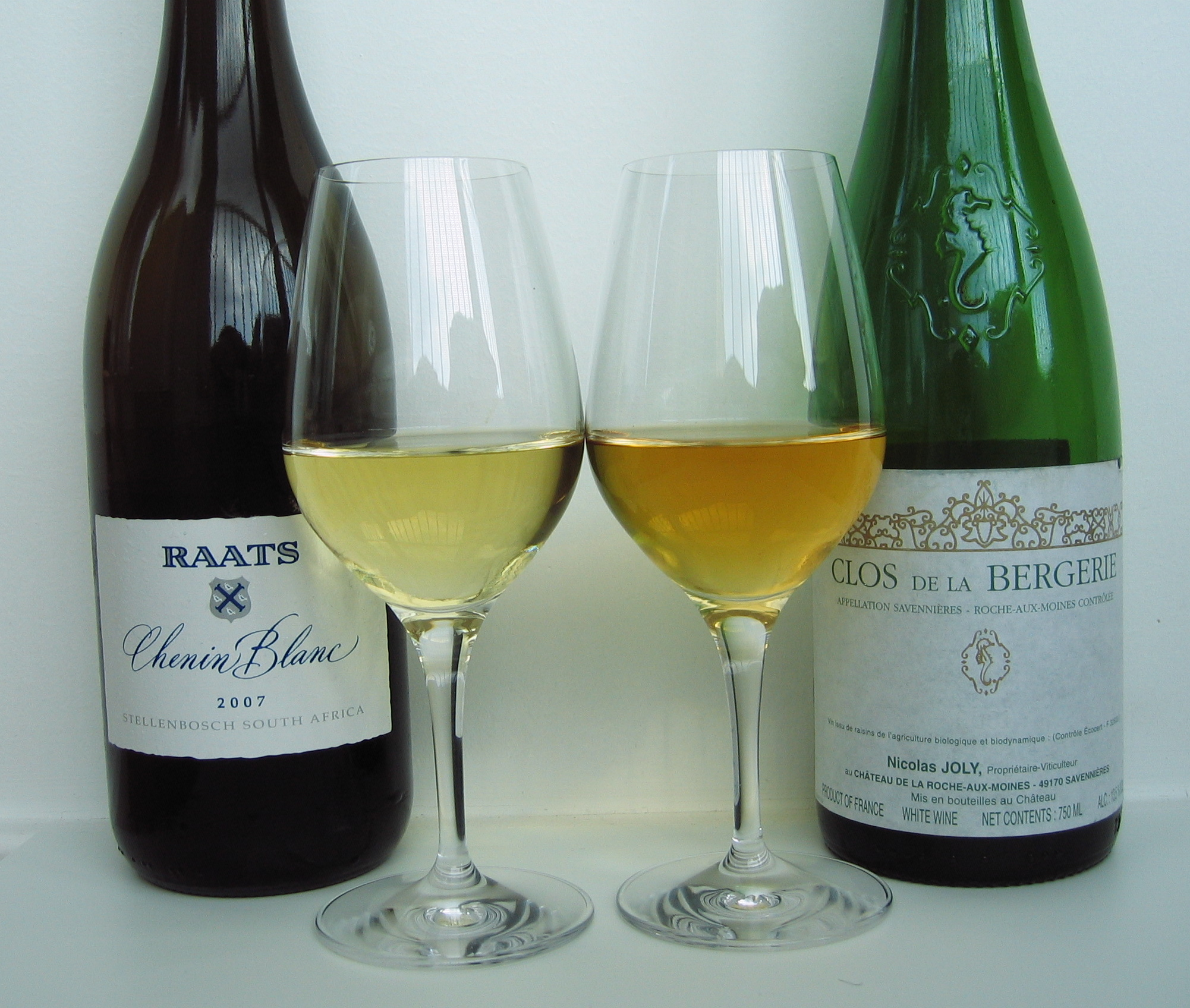
Chenin Blanc dvou rozdílných stylů, v první sklence mladé jihoafrické víno z oblasti Stellenbosch, ve druhé vyzrálé francouzské víno od Loiry, vyrobené mírně oxidativní technologií z botrytických hroznů

Suchá vína jsou světle žlutá, ovocitá, bohatá na buket, v mládí mají ocelovou kyselinu a mohou být až drsná, voní po medu a vlhké slámě, renklodách, limetce, grapefruitu, broskvích, meruňkách, ananasu, mangu, lískových oříškách, hořkých či pražených mandlích, angelice, květu akátu či hlohu, heřmánku, muškátu, mátě, růžích, bergamotové silici, škála buketních a aromatických tónů může být opravdu rozsáhlá. Vína dosahují plné zralosti po 6 až 10 letech, ale vydrží ještě dalších 20 let.
Odrůda je vhodná pro výrobu přívlastkových vín. Především sladkým vínům dodávají kyselinky další rozměr a vyváženost a také důležitou dlouhověkost. Špičkový ročník „Coteaux du Layon“ tak může vydržet i 30 let. Zralá vína rozvíjejí medové, vanilkové a akátové vůně, v aroma se objevuje kompotované ovoce, meruňkový či pomerančový džem.
Sladká vína z hroznů napadených plísní šedou (Botrytis cinerea) a z bobulové výběry mají nejdříve vůně broskví, ananasu, manga, banánu, sušených měruněk, fíků, později se objeví slad, perník, kakao, skořice a smetana. Odrůda se s oblibou používá při přípravě různých cuvée, častěji například s víny odrůdy Colombard a v některých regionech slouží díky vyšší aciditě i k výrobě sektů, na druhé straně je místy a vzácněji, používána též jako stolní odrůda.

### Stolování
Lehká vína slouží jako aperitiv nebo doprovázejí pokrmy z ryb či kuřecího masa. Polosladká se předkládají k masitým pokrmům se smetanovými omáčkami a sladká vína se
dobře snoubí s různými pudinky, v nichž je kyselé ovoce, nebo se sýry s modrou plísní.

### Multimédia
- Martin Šimek : Encyklopédie všemožnejch odrůd révy vinné z celýho světa s přihlédnutím k těm, co již ouplně vymizely, 2008-2012